# Gmina Pale-Prača
Gmina Pale-Prača (boś. Općina Pale-Prača) – gmina w Bośni i Hercegowinie, w kantonie bośniacko-podrińskim. W 2013 roku liczyła 904 mieszkańców.